# Angelo Massafra
Angelo Massafra O.F.M. (ur. 23 marca 1949 w San Marzano di San Giuseppe) – albański arcybiskup katolicki, franciszkanin, arcybiskup Szkodry-Pultu w latach 1998–2025 (do 2005 arcybiskup Szkodry). 

## Życiorys
Pochodzi z rodziny Arboreszy, był synem Cosimo Massafry i Marii Lucii. Kształcił się w Wyższym Seminarium Duchownym zakonu Franciszkanów w Apulii. 21 września 1974 został wyświęcony na księdza w Lecce przez abp Francesco Minervę. W 1993 został skierowany do Albanii, gdzie rozpoczął pracę w seminarium franciszkańskim w Lezhy, a także w parafii Troshan. W 1996 rozpoczął pracę w Rrëshenie, rok później został ordynariuszem tamtejszej diecezji. Sakrę biskupią uzyskał 6 stycznia 1997 w Rzymie z rąk papieża Jana Pawła II. 28 marca 1998 został mianowany arcybiskupem - ordynariuszem archidiecezji szkoderskiej. W latach 2000–2006 i ponownie od 4 lutego 2021 jest przewodniczącym konferencji albańskiego episkopatu. W 2003 i 2007 odwiedził Polskę. W latach 2014–2016 był wiceprzewodniczącym Rady Konferencji Episkopatów Europy.
W marcu 2024 złożył na ręce papieża Franciszka rezygnację z kierowania archidiecezją szkoderską, z uwagi na wiek. Została ona przyjęta 8 stycznia 2025, jego następcą został dotychczasowy koadiutor archidiecezji abp Giovanni Peragine.

## Publikacje
- 2002: Pajtohuni me Zotin, pesë vjet ipeshkëv në Shqipëri (1997-2002) : dokumente dhe dëshmi mbi jetën e kishës dhe të shoqërisë (wyd. Szkodra)
- 2019: Mikpritja e një populli që kërkon liri : 20-vjetori i angazhimit tonë ndaj refugjatëve nga Kosova, 1999-2019 (wyd. Szkodra)
- 2020: Per la storia dell'Università di Bari: studi e ricerche (wyd. Bari)

## Zob. także
- Arcybiskupi Szkodry-Pultu